# 斐達·貝荻

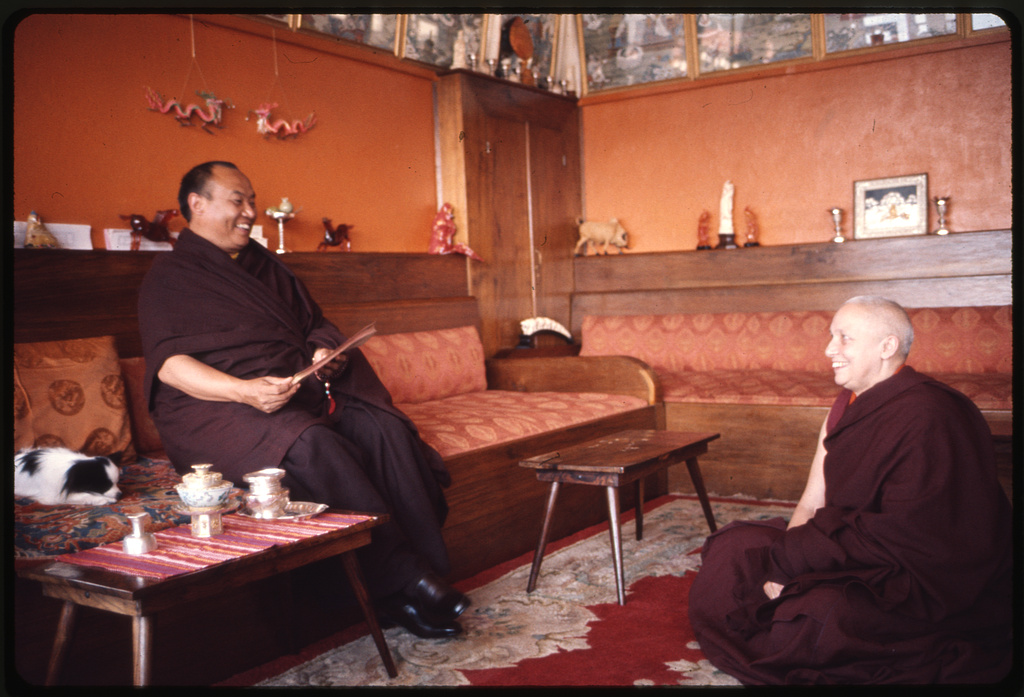

斐達·貝荻（英語：Freda Bedi，或 ，1911年2月5日—1977年3月26日），又名格隆瑪·噶瑪·肯邱·帕摩（Gelongma Karma Kechog Palmo），經常被人稱為帕摩修女（Sister Palmo），生於英格蘭德比，英國籍女性，曾投入印度獨立運動。她曾受沙彌尼戒，是西方世界最早在藏傳佛教中出家的女性出家眾。

## 生平

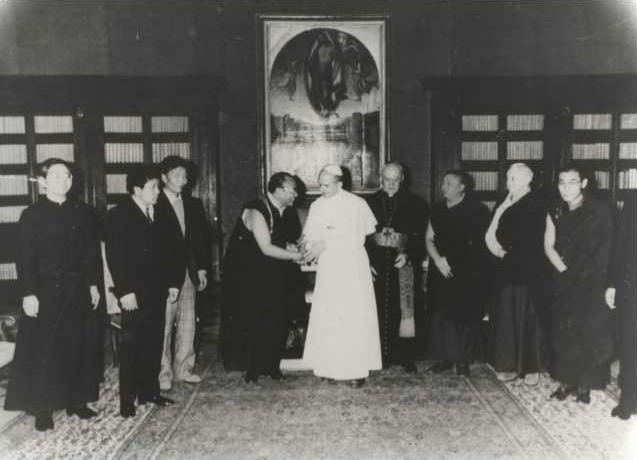

貝荻原名斐達·赫斯頓（Freda Houlston），父親名為弗朗西斯·埃德溫·赫斯頓（Francis Edwin Houlston），母親名為尼莉·戴安娜·斯旺（Nellie Diana Harrison）。她生於英格蘭德比。她的父親於1918年參加第一次世界大戰過世，母親於1920年再嫁給弗朗克·諾曼·斯旺（Frank Norman Swan）。
她在牛津大學聖休學院取得碩士學位，曾在巴黎索邦大學短暫進修。她在牛津大學遇見她的丈夫，巴巴·帕萊·拉爾·貝荻（Baba Pyare Lal Bedi，1909–1993）。他是一個錫克人，家族的血統可以追溯至上師拿那克，主要研究錫克教信仰與哲學。
1934年，貝萩移居印度。她支持印度獨立運動，曾因參加抗議活動遭逮捕。曾在斯利那加擔任英文教師。1952年，曾至緬甸仰光，向馬哈希等佛教僧侶學習內觀。

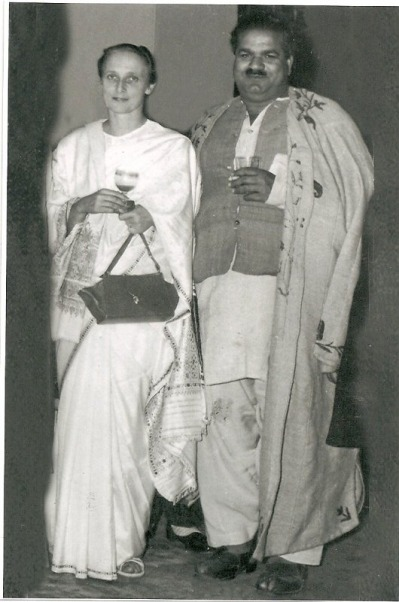

1959年，第十四世達賴喇嘛由中國西藏流亡至印度，在贾瓦哈拉尔·尼赫鲁的請求下，貝萩前往幫忙，主管當地的社會福利委員會（Social Welfare Board）。在此，她成為第十六世噶瑪巴的徒弟，接受噶舉派信仰。她與第十四世達賴喇嘛合作，建立了年輕喇嘛之家學校（Young Lamas Home School），由丘揚創巴擔任這間學校的導師。